# Mosteiro de Sankar

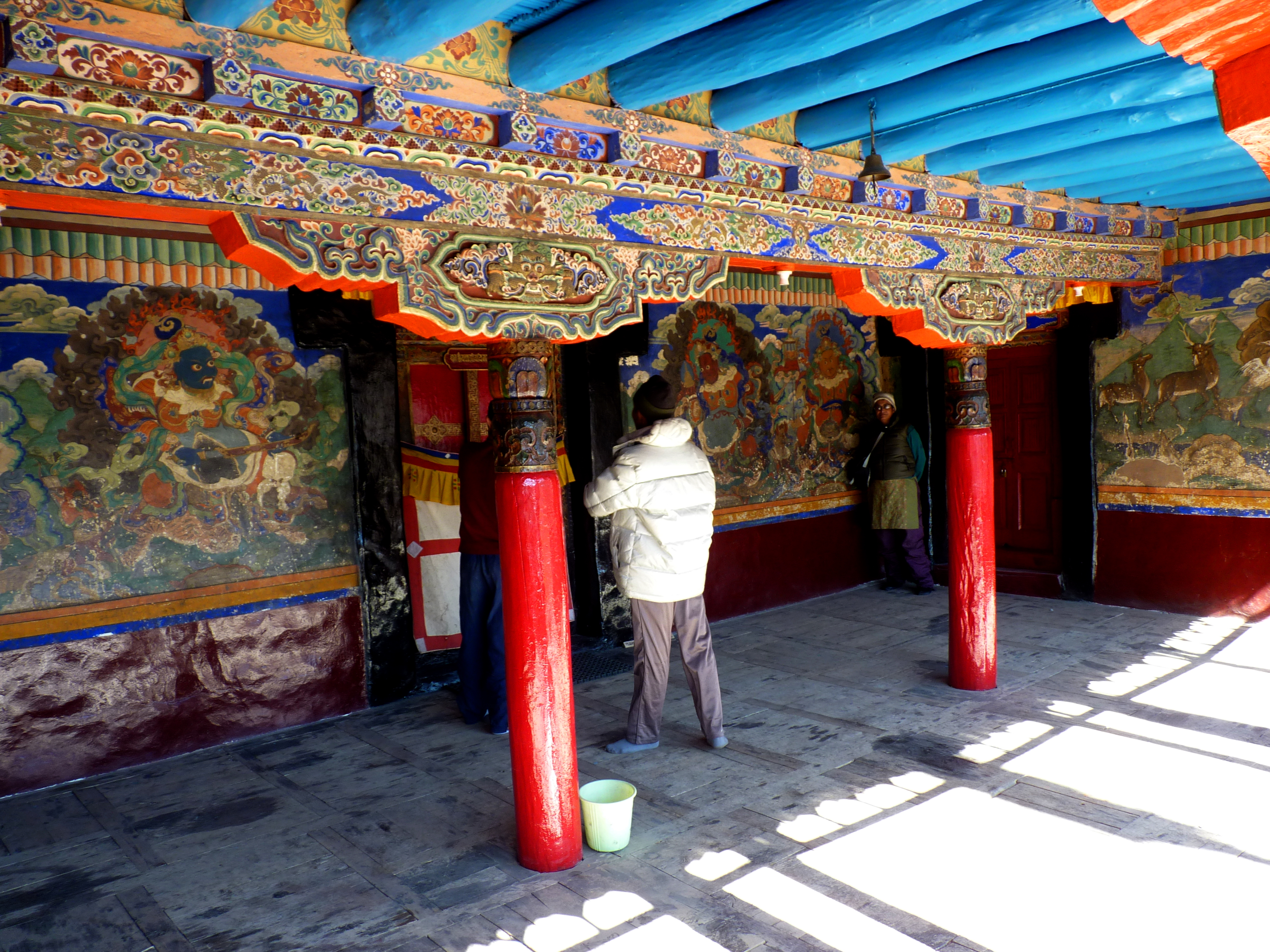
Pinturas murais num dos pátios do mosteiro

O Mosteiro de Sankar ou Gompa de Sankar é um mosteiro budista tibetano (gompa) do Ladaque, noroeste da Índia. Situa-se na área homónima de Lé situada acima e a norte do centro da cidade, a menos de dois quilómetros da parte antiga e centro.
Está dependente do Mosteiro de Spituk e pertence à seita Gelug ( "chapéus amarelos"). É igualmente a residência do líder desta seita no Ladaque, o  Kushok Bakula Rinpoche, a emanação do Buda Amitaba e um das personalidades religiosas mais proeminentes do Ladaque. O complexo atual, constituído por vários edifícios de aspeto moderno, embora de estilo tradicional ladaque, no meio de um espaço arborizado caraterístico da área de Sankar, data do primeiro quartel do século XX, mas no local existiu um antigo pequeno templo erigido no século XVI. Em meados da década de 2010 viviam nele cerca de 25 lamas.
Todas as manhãs um lama do mosteiro vai aos templos que em volta do antigo castelo de Namgyal Tsemo, situado no monte a leste do mosteiro, que domina a cidade de Lé, para cuidar deles e acender as lâmpadas de manteiga.

## Descrição
A entrada abre-se para um pátio frontal,
 ficando o dukhang (sala da assembleia e de orações) à direita, acima de uma escadaria com poucos degraus. A varanda da entrada do dukhang tem pinturas dos Guardiões das Quatro Direções em cada um dos lados da porta de entrada. Na parede esquerda da mesma varanda há Samsara (Roda da Vida) pintada, segurada por Yama, a divindade que decide o destino das pessoas depois da morte. Na parede à direita está representado o "Velho da Vida Longa". No interior do dukhang há um trono no lado oposto à entrada, reservado para o lama superior do mosteiro. À esquerda desse trono há tormas (pequenas esculturas coloridas feitas de massa de cevada e manteiga). Ao lado, mais à esquerda há um armário envidraçado com a imagem de Yamadhaka, uma divindade guardiã de aspecto feroz. À direita do trono há uma imagem de Avalokitesvara com mil braços e onze cabeças. Nas pinturas murais das paredes laterais do dukhang há imagens de vários Budas e e divindades guardiãs.
Na parte detrás do dukhang há um  pequeno santuário, ao qual se acede por duas portas, uma em cada lado do trono. No centro desse santuário está uma imagem de Tsong-kha-pa, o fundador da seita Gelug, ladeado pelos seus dois principais discípulos. Abaixo destes há imagens de Sakyamuni (o Buda histórico). À esquerda há uma imagem de Avalokitesvara, igualmente com  com mil braços e onze cabeças (nove de bodisatvas, uma zangada com o sofrimento no mundo e uma de Buda por cima), como é tradicional. À direita está um armário com numerosos objetos de bronze tibetanos. Na pintura da parede da direita há um Guarda Branco e uma mandala de Amchi (o Buda da medicina).
Ao lado da entrada do dukhang, uma escadaria conduz a um pequeno pátio interior, cujas paredes estão pintadas com o calendário tibetano, que faz lembrar uma enorme tabuleiro de xadrez, e representações sobre a conduta de vida correta dos lamas. No cima de um dos lados do pátio, uma pintura mural mostra Sakyamuni com dois dos seus principais discípulos a seu lado. No final do lado direito desse mural está pintado Tsong-kha-pa e no lado oposto Atisa, um budista erudito indiano do século X que se destacou pregando o budismo no Tibete.
No lado oposto a esse pátio em relação ao dukhang, encontra-se o Dukar Lha-khang ("Casa de Dukar), um pequeno templo dedicado a Dukar (ou Sitatapatra), uma divindade feminina que protege dos perigos sobrenaturais. No interior há uma estátua imponente de Dukar, com turquesa embutida e com mil braços, mil pés e cem mil olhos. Aos pés da imagem há numerosas braceletes ali deixadas como oferendas por mulheres devotas. À esquerda da imagem há um armário com diversas imagens de bronze. À direita há uma estátua de Maitreya (o Buda do futuro) e outro armário com imagens de bronze.
Os aposentos do lama superior, quartos de hóspedes e biblioteca situam-se acima do Dukar Lha-khang. Na biblioteca estão guardados um Kandshur (a  coleção de 108 livros com os ensinamentos de Buda) e imagens dos Três Budas — o do passado (Sakyamuni), o do presente e o do futuro (Maitreya).